# Reprezentacja Gambii w piłce nożnej mężczyzn
Reprezentacja Gambii w piłce nożnej nazywana The Scorpions (Skorpiony), to reprezentacja kraju afrykańskiego Gambii. Jest zarządzana przez Gambia Football Association, czyli Gambijski Związek Piłki Nożnej. Zespół Gambii nigdy nie grał w Mistrzostwach Świata. Federacja Gambii przystąpiła do FIFA w 1966 roku, podobnie jak do CAF, czyli Afrykańskiej Federacji Piłkarskiej.
Reprezentacja Gambii zajmowała 18 maja 2011 r. 24. miejsce w Afryce.
Selekcjonerem reprezentacji Gambii był Sang Ndong

## Sukcesy
- Puchar Amílcar Cabral:

- 3 razy wicemistrzostwo

- Mistrzostwo Afryki U-17 :

- 1 raz (2005)

## Udział wMistrzostwach Świata
- 1930 – 1966 – Nie brała udziału (była kolonią brytyjską)
- 1970 – 1978 – Nie brała udziału
- 1982 – 1986 – Nie zakwalifikowała się
- 1990 – Nie brała udziału
- 1994 – Wycofała się z eliminacji
- 1998 – 2022 – Nie zakwalifikowała się

## Udział wPucharze Narodów Afryki
- 1957 – 1965 – Nie brała udziału (była kolonią brytyjską)
- 1968 – 1974 – Nie brała udziału
- 1976 – Nie zakwalifikowała się
- 1978 – Nie brała udziału
- 1980 – 1988 – Nie zakwalifikowała się
- 1990 – Nie brała udziału
- 1992 – Nie zakwalifikowało się
- 1994 – Nie brała udziału
- 1996 – Wycofała się z eliminacji
- 1998 – Dyskwalifikacja[2]
- 2000 – Nie brała udziału
- 2002 – 2013 – Nie zakwalifikowała się
- 2015 – Dyskwalifikacja[3]
- 2017 – 2019 – Nie zakwalifikowała się
- 2021 – Ćwierćfinał
- 2023 – Faza grupowa